# Rio Domald
O Rio Domald é um rio da Romênia, afluente do Târnava Mică, e localizado no distrito de Mureş.